# Shari (Hokkaido)
Shari (jap. 斜里町 Shari-chō) – miasto w Japonii, w prefekturze Hokkaido, w podprefekturze Ohōtsuku. Według danych na rok 2020 miejscowość zamieszkiwało 11 418 mieszkańców , a gęstość zaludnienia wyniosła 15,5 os./km².

## Galeria

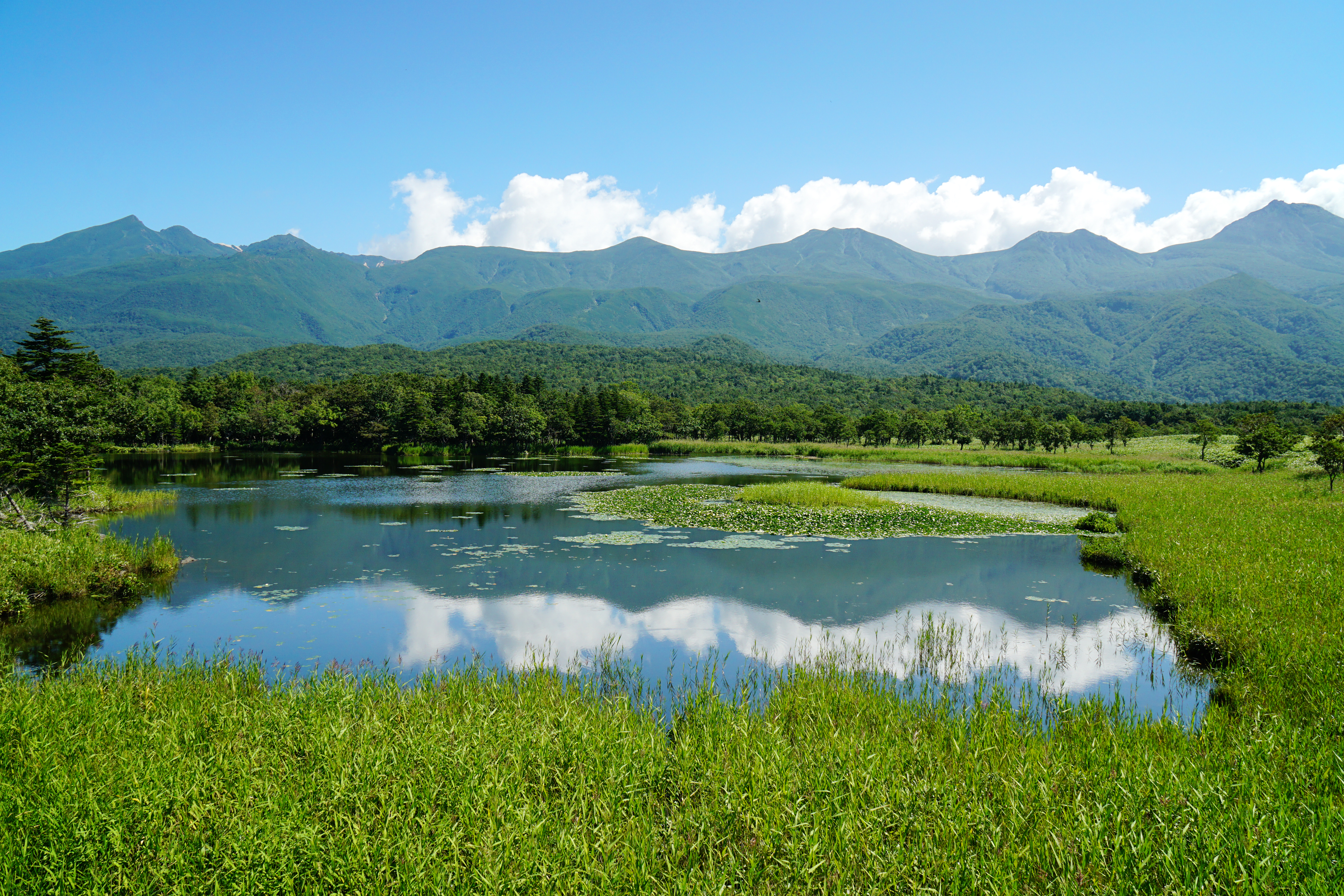
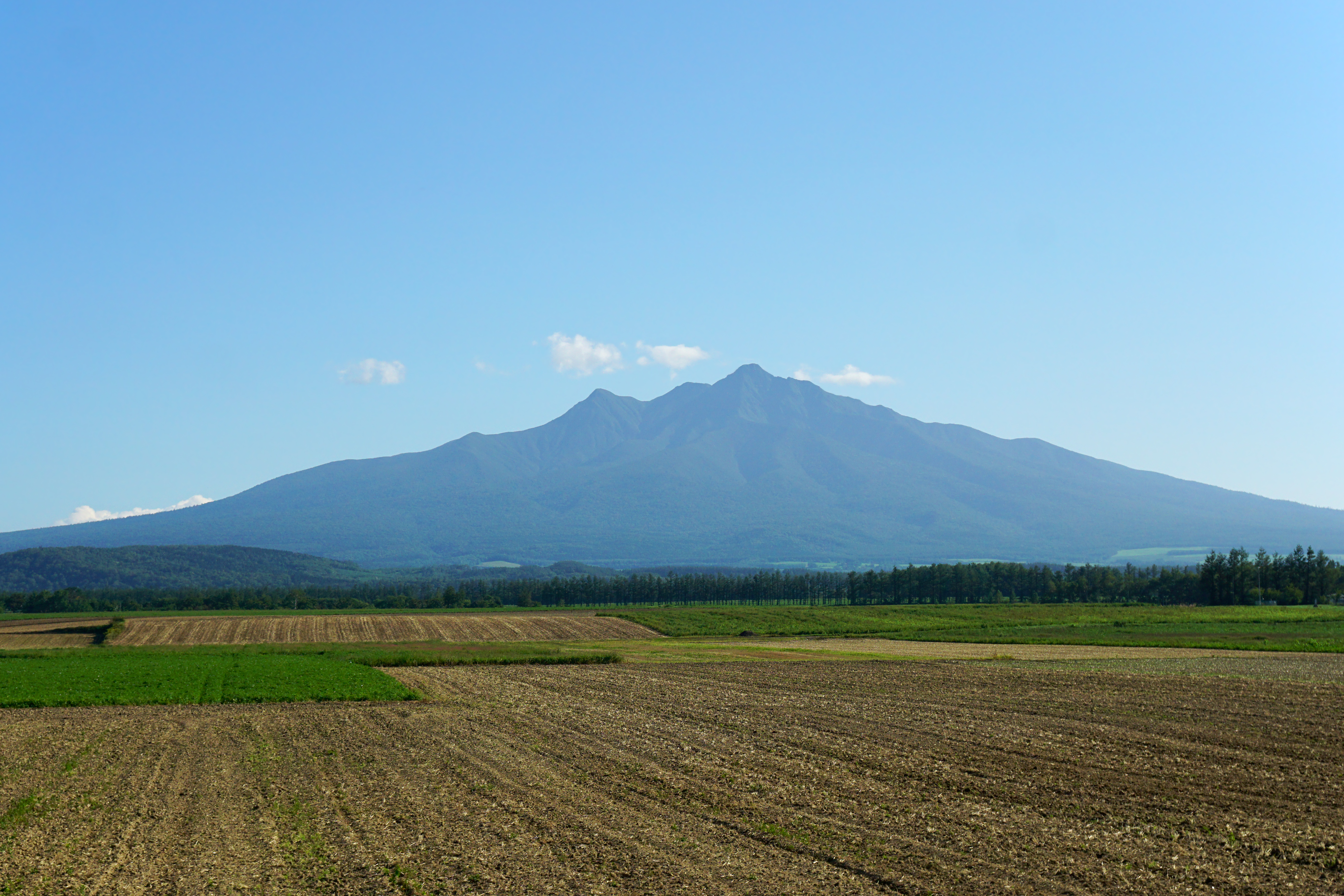
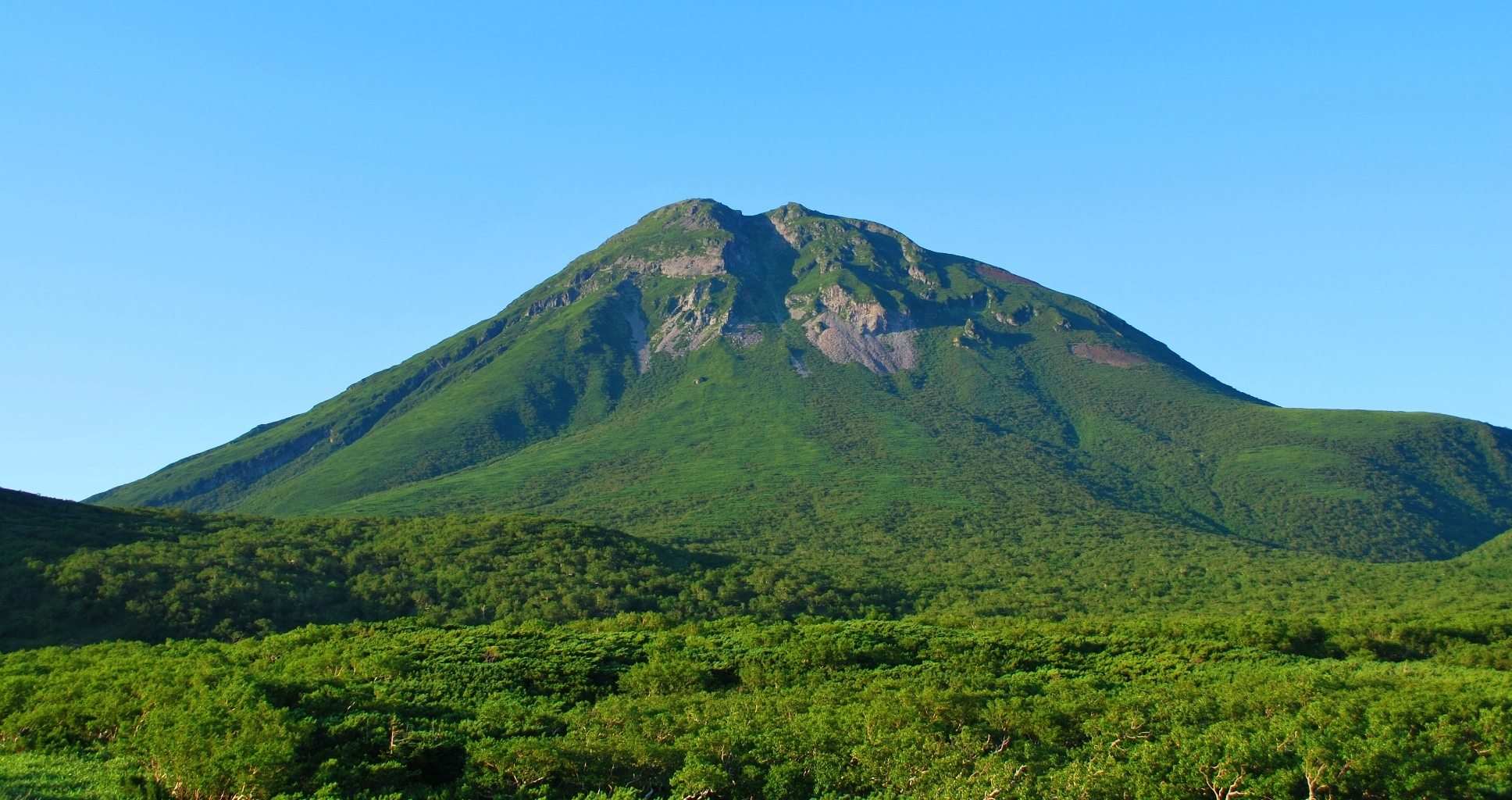
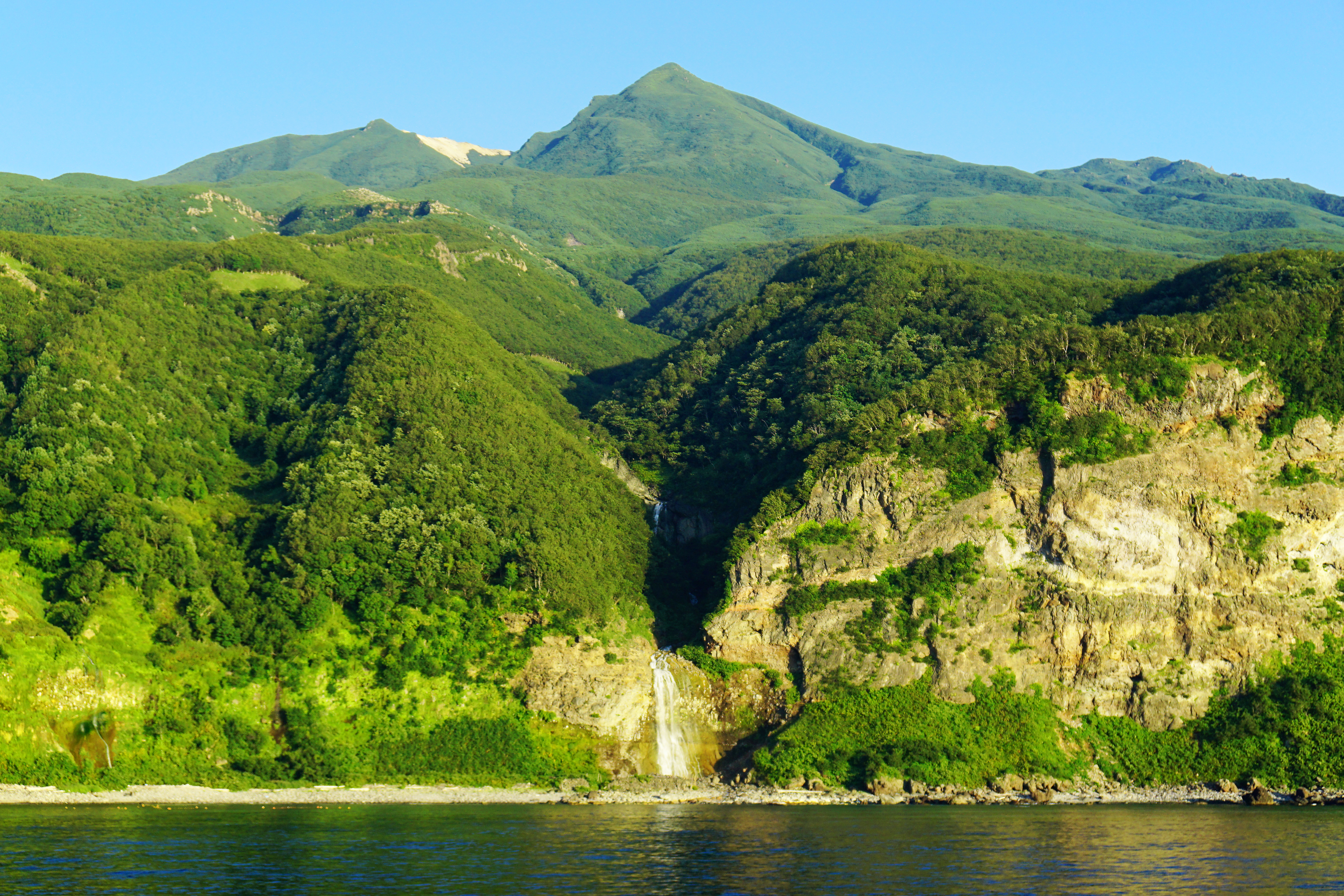
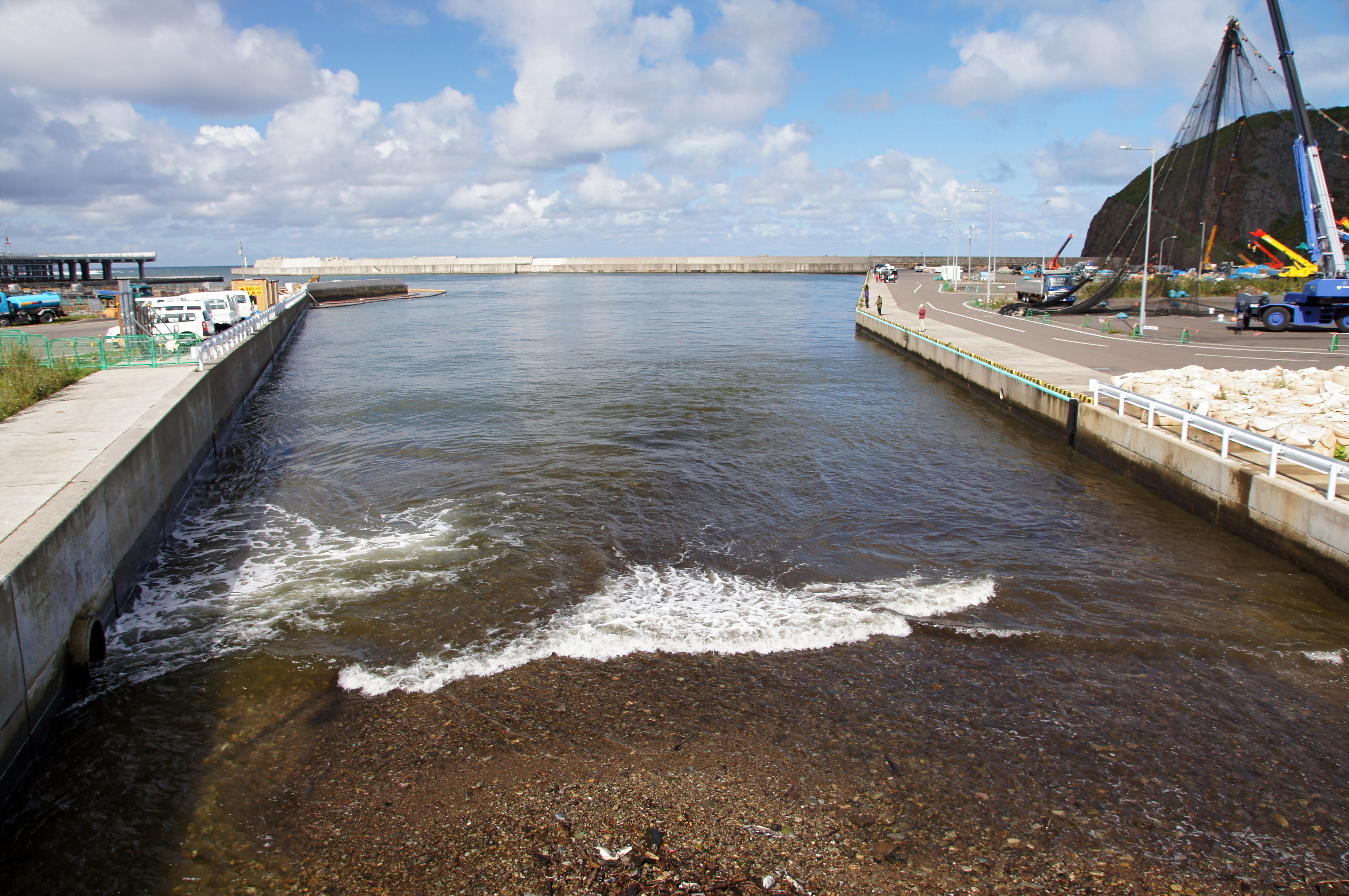
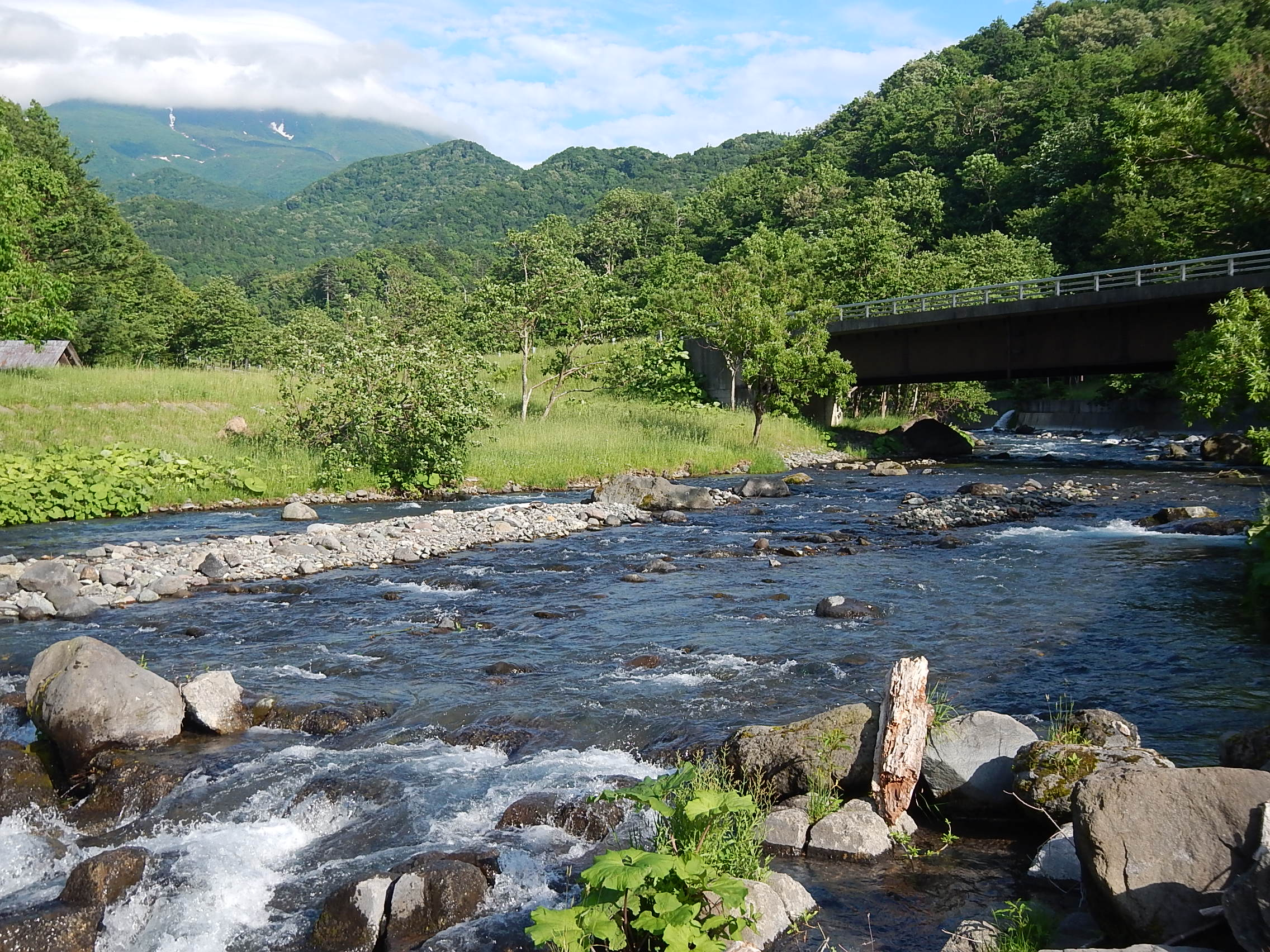
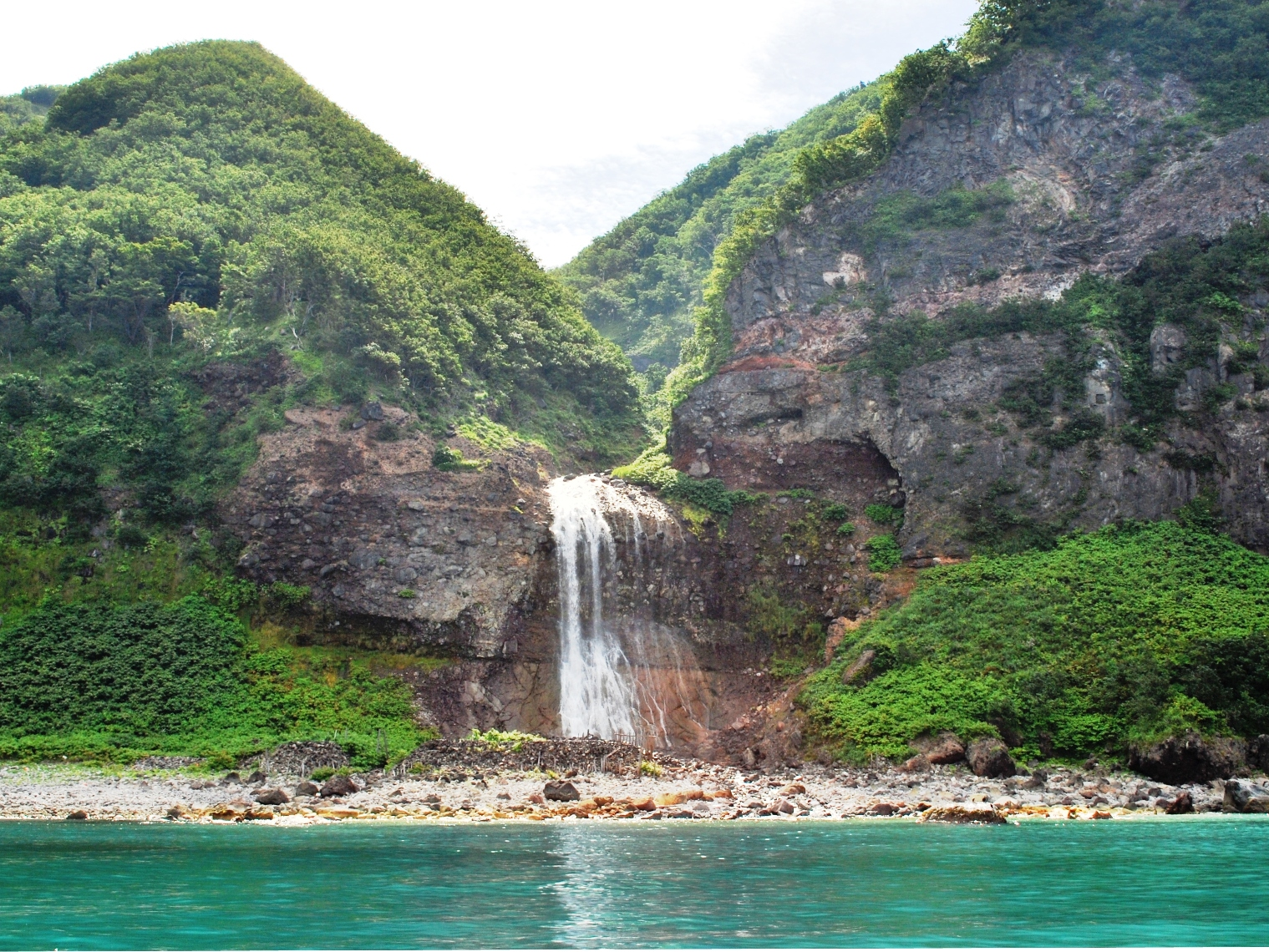
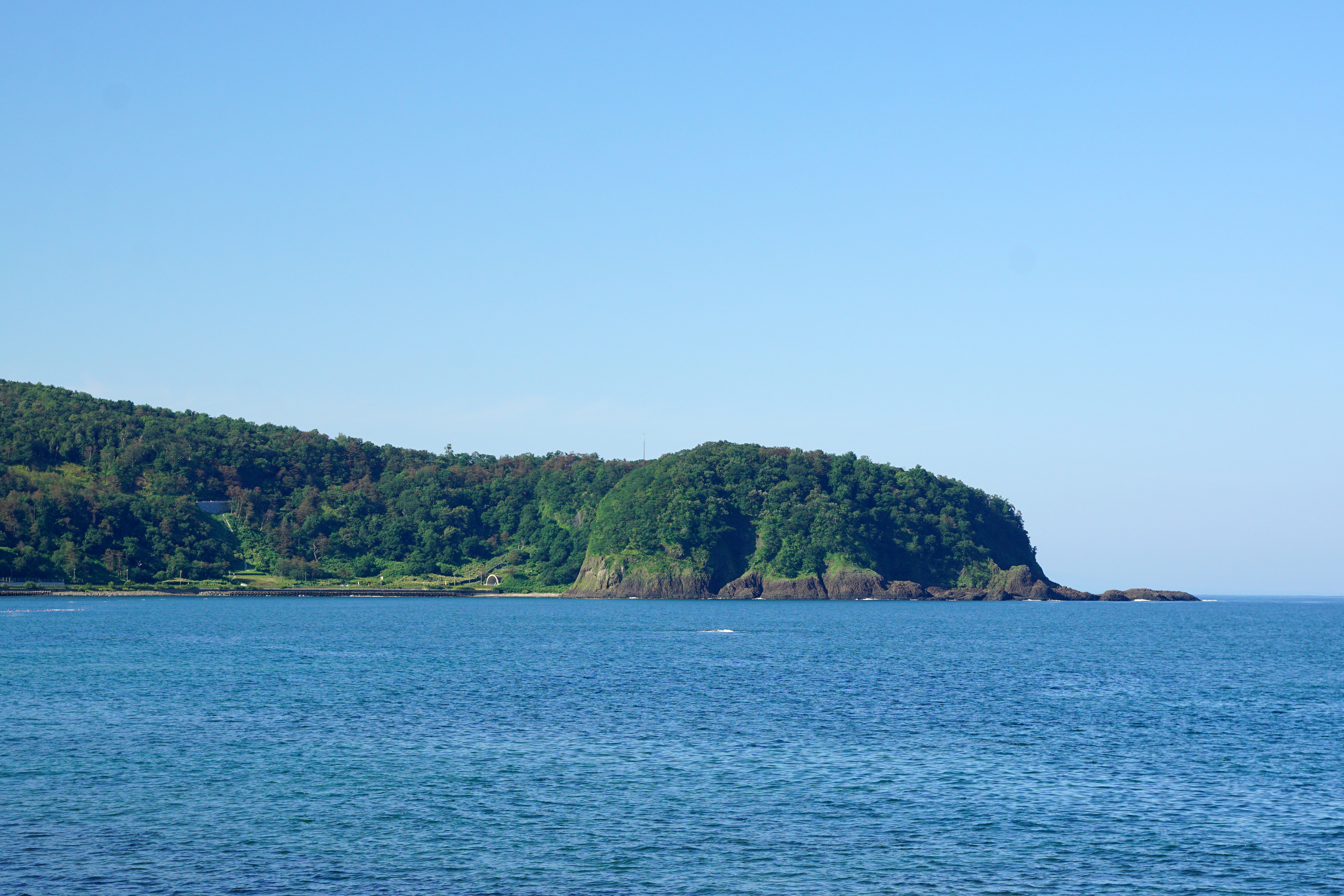
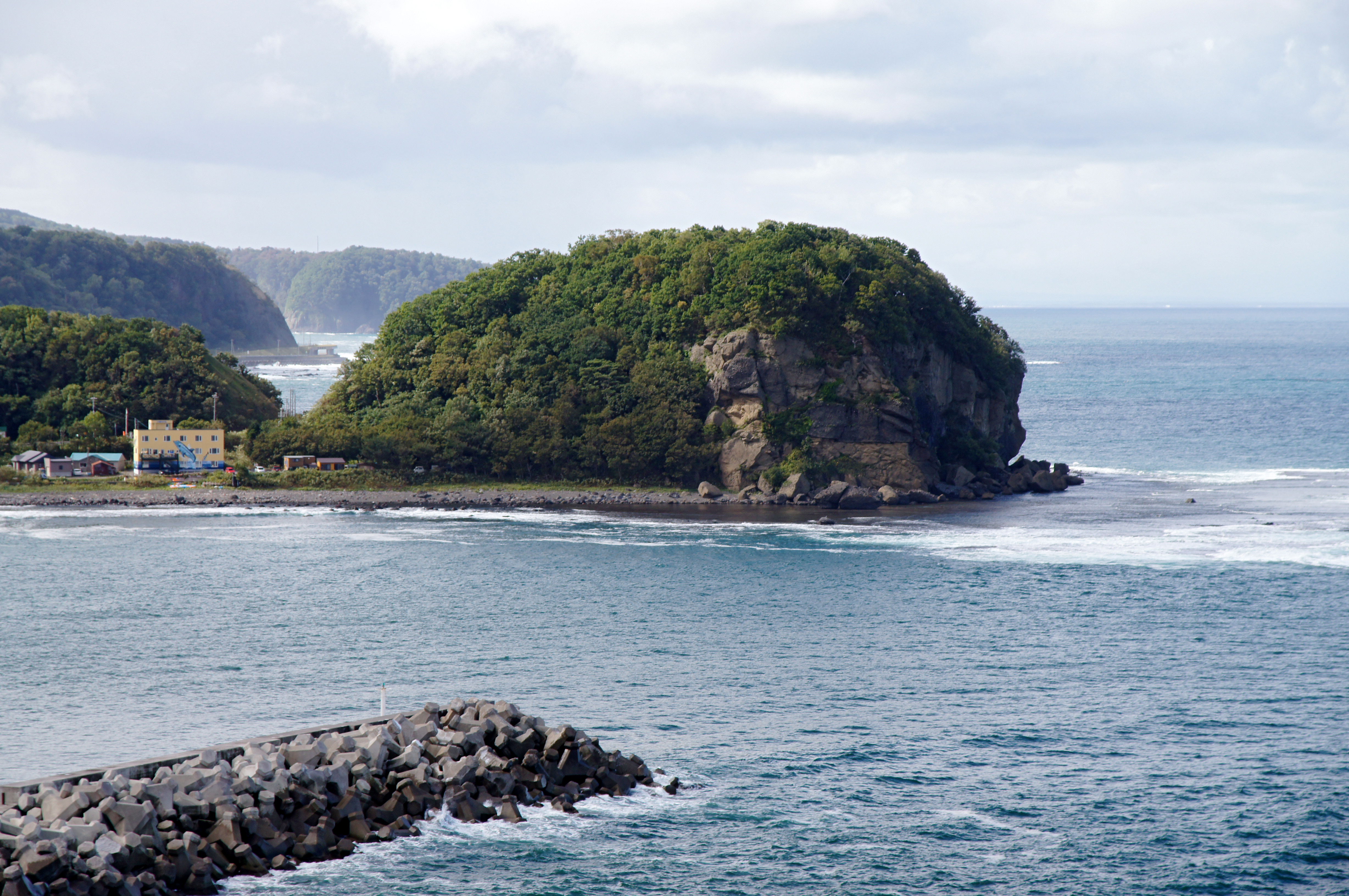